# Sara Gailli
Sara Gailli (née le 23 décembre 2001 à Rome) est une nageuse italienne.

## Palmarès

### Championnats d'Europe
- Championnats d'Europe de natation 2020 à Budapest :
  -  Médaille d'argent du 4 × 200 m nage libre mixte (ne nage pas la finale).